# 건축재료

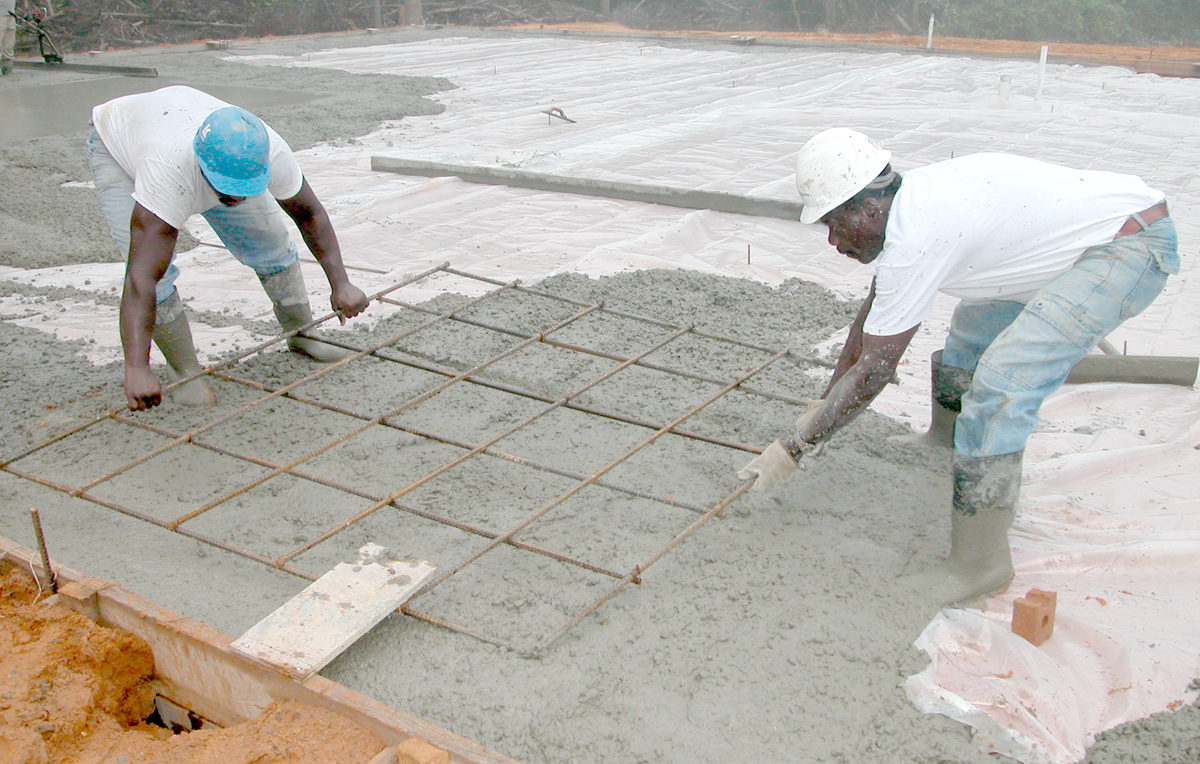
콘크리트와 금속 철근.

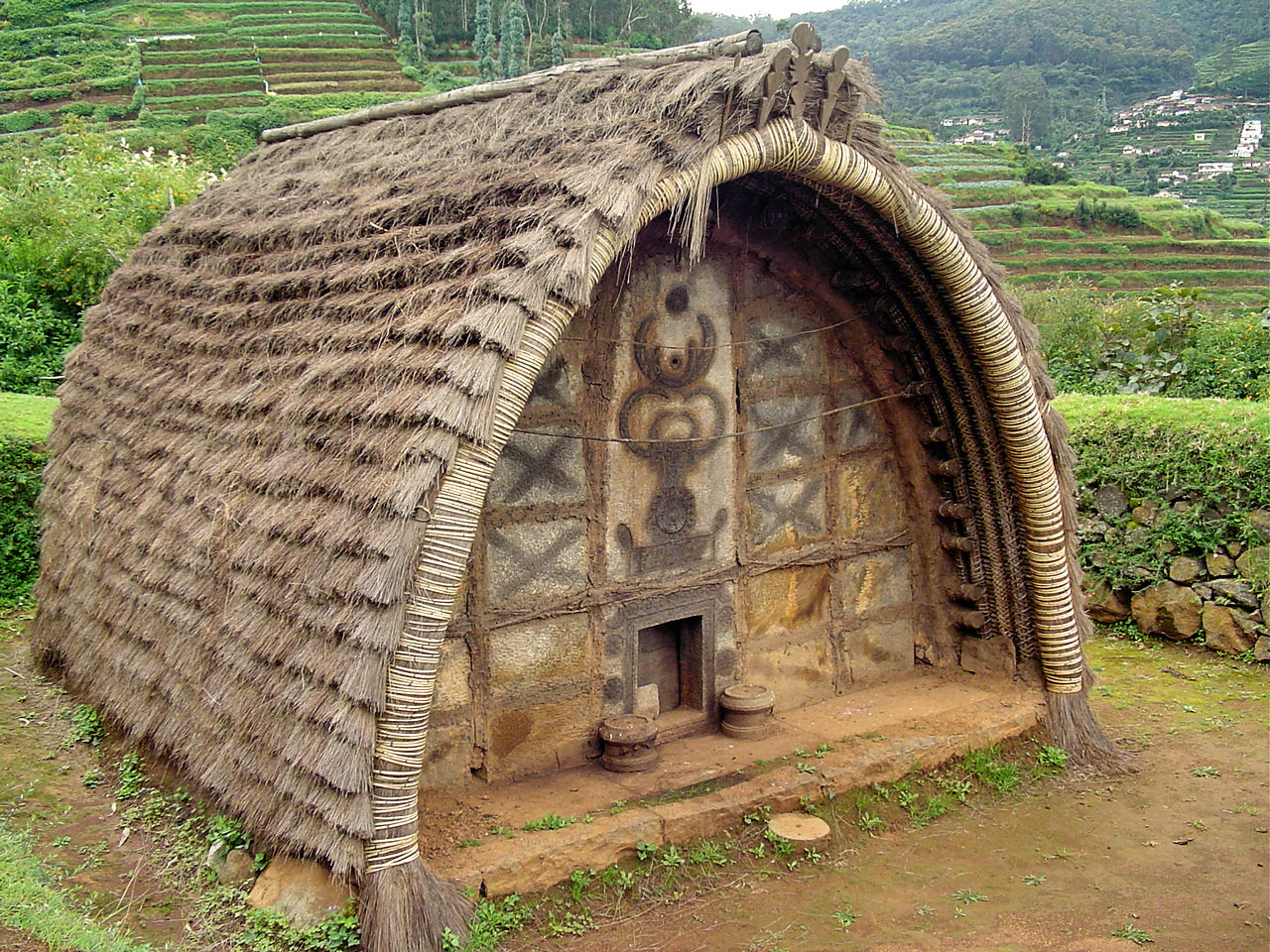
토다족 헛간

건축재료, 건축자재는 건축용으로 사용되는 모든 자재를 말한다. 점토, 돌, 모래, 나무, 심지어는 잔가지, 잎 등의 천연재료들이 건축물을 건축하기 위해 사용되고 있다. 천연재료 외에 수많은 인공 자재들이 사용되는데, 일부는 합성이고 일부는 합성이 아니다. 건축자재의 제조는 수많은 국가에서 확립된 산업이며 이러한 자재들을 사용하는 일은 대목장, 건물 절연, 배관, 지붕 건조 작업 등 특정한 전문 업계로 세분화되는 것이 보통이다. 이 자재들은 집을 포함한 주거와 건축 구조를 구성한다.

## 지속 가능성
| 벽돌                              | 1,600  | 3.7   |
| 시멘트                            | 3,230  | 7.5   |
| 점토                              | 15,200 | 35.4  |
| 콘크리트                          | 580    | 1.3   |
| 구리                              | 25,770 | 59.9  |
| 판유리                            | 10,620 | 24.7  |
| 석고                              | 10,380 | 24.1  |
| 하드우드 플라이우드 및 베니어판   | 15,190 | 35.3  |
| 석회                              | 1,920  | 4.5   |
| 광물면 단열재                     | 12,600 | 29.3  |
| 기본 알루미늄                     | 80,170 | 186.5 |
| 소프트우드 플라이우드 및 베니어판 | 3,970  | 9.2   |
| 돌                                | 1,430  | 3.3   |
| 처녀강                            | 10,390 | 24.2  |
| 목재                              | 2,700  | 6.3   |

표 참조:

## 같이 보기
- 프리패브리케이션